# Le Castéra
Le Castéra – miejscowość i gmina we Francji, w regionie Oksytania, w departamencie Górna Garonna.
Według danych na rok 1990 gminę zamieszkiwało 455 osób, a gęstość zaludnienia wynosiła 27 osób/km² (wśród 3020 gmin regionu Midi-Pireneje Le Castéra plasuje się na 625. miejscu pod względem liczby ludności, natomiast pod względem powierzchni na miejscu 680.).